# Remptendorf
Remptendorf est une commune allemande située en Thuringe dans l'arrondissement de Saale-Orla. 